# Мартін Базант
Мартін Зденек Базант — американський інженер-хімік, математик, фізик. Він є професором хімічної інженерії та математики Массачусетського технологічного інституту (MIT).З 2016 по 2020 рік працював відповідальним директором кафедри хімічної інженерії.
Базант добре відомий за його викладання та дослідження в області електрохімії, електрокінетики, транспортних явищ і прикладної математики. Він був обраний президентом Міжнародного товариства електрокінетики і членом Американського фізичного товариства, Міжнародного товариства електрохімії і Королівського хімічного товариства. Він також є головним науковим радником міжнародної групи компаній Saint-Gobain Research North America (Сен-Гобен) та головним науковим співробітником і співзасновником Lithios.